# Universidad de Tennessee
La Universidad de Tennessee, UT Knoxville, UTK, o UT (University of Tennessee en inglés), es una universidad pública ubicada en Knoxville, Tennessee, Estados Unidos. Forma parte del Sistema de la Universidad de Tennessee junto con la Universidad de Tennessee en Chattanooga (UTC), la Universidad de Tennessee en Martin (UT Martin), el Centro de Ciencias de la Salud de la Universidad de Tennessee (UTHSC) y el Instituto del Espacio de la Universidad de Tennessee (UT Space Institute). 
Consta de nueve facultades de pregrado y once de postgrado.

## Historia
Se fundó el 10 de septiembre de 1794, dos años antes de que Tennessee se convirtiese en el decimosexto estado de la Unión, como Blount College, para cambiar de nombre a East Tennessee College en 1807. En 1840 pasó a ser East Tennessee University y en 1879 a University of Tennessee.    

## Campus
La universidad tiene tres campus. El principal (Main campus), el campus agrónomo (Agricultural Campus), situado al lado del principal, y el campus de investigación (Cherokee Research Campus), que se ubica en el centro de Knoxville y en donde se desarrollan los programas de of nanotecnología, ciencia de neutrones, ciencia de materiales, estudios del clima y la energía y ciencia biomédica, en colaboración con el Laboratorio Nacional Oak Ridge, el estado de Tennessee y el sector privado.

## Deportes
Tennessee compite en la Southeastern Conference de la División I de la NCAA.